# Робин Гуд и золотая стрела
«Робин Гуд и золотая стрела» (англ. Robin Hood and the Golden Arrow, Child 152, Roud 3994) — английская народная баллада, входящая в цикл баллад о Робин Гуде. Впервые её текст появляется в 1777 году в дешёвом печатном издании.
На русский язык балладу перевёл Игнатий Михайлович Ивановский.

## Сюжет
Шерифу Ноттингема не даёт покоя деятельность Робин Гуда и его лесных стрелков, поэтому он отправляется в Лондон к королю Ричарду с просьбой о помощи. Король раздосадован таким поведением шерифа и советует тому спланировать хитрую западню для разбойников. По возвращении шериф приходит к выводу, что большая часть лесной братии знает лучное дело, поэтому он объявляет состязание по стрельбе из лука, в котором победителю достанется стрела с золотым наконечником и серебряным древком. Услышав про это, Робин Гуд говорит всем готовиться, но один из вольных стрелков, Дэвид из Донкастера, предупреждает главаря о западне. Тот не хочет отступать, считая это проявлением трусости. Маленький Джон рассказывает, как они могут остаться неузнанными. Разбойники снимают свои плащи цвета «линкольнской зелени» и наряжаются кто во что горазд. В город они входят маленькими группами, и шериф громко выражает своё разочарование, не видя Робина среди конкурсантов. Тот, облачённый в красный плащ, уверенно выигрывает состязание и получает заветный приз. Никем не узнанные, стрелки уходят так же, как и пришли. Уже находясь в безопасности, Робин выражает свою озабоченность тем, что шериф не знает о местонахождении своей стрелы и о том, кому она досталась. Маленький Джон предлагает прикрепить к стреле письмо и отправить её прямиком к шерифу в спальню. Они осуществляют этот план, и наутро, обнаружив послание, тот приходит в неописуемую ярость.
Фрэнсис Джеймс Чайлд полагает, что первые 23 строфы баллады являются переработкой материала из «Малой жесты о Робин Гуде» (англ. A Gest of Robyn Hode, Child 117). В последней строфе говорится, что вскоре слушатели узнают о конце Робин Гуда — это соответствует тому факту, что в дешёвом печатном издании, где впервые встречается текст, далее следует баллада «Смерть Робин Гуда» (англ. Robin Hood's Death, Child 120).